# 鷹司政通
鷹司政通（1789年8月22日—1868年11月29日／寬政元年七月初二－明治元年十月十六），是江戶時代的公卿、仁孝天皇與孝明天皇的關白，也是藤原北家攝關家的鷹司家當主。

## 生涯
鷹司政通在寬政元年（1789年）出生，是父母鷹司政熙及蜂須賀儀子（第10代德島藩藩主蜂須賀重喜次女）的長子。文政六年（1823年）接替一條忠良成為關白，天保十三年（1842年）就任太政大臣。
鷹司政通提倡開國，主張與美國簽訂《神奈川條約》，令他受攘夷論大臣批判，同時令幕府震怒，結果他被迫辭官出家，至明治元年（1868年）逝世，享年79歲。

## 家庭
- 父：鷹司政熙
- 母：蜂須賀儀子
- 妻：德川清子（第7代水戶藩藩主德川治紀女）
- 子女：
  - 鷹司輔熙
  - 華園攝信（日语：本寂）（真宗興正寺（日语：興正寺）第27世門主）
  - 鷹司介子（専修寺円禧夫人）
  - 鷹司興子（本照寺攝喜夫人）
  - 鷹司麗子（久我建通室）
  - 鷹司標子（日语：鷹司標子）（蜂須賀齊裕（日语：蜂須賀斉裕）室）
  - 德大寺公純
  - 九條幸經（日语：九条幸経）
  - 鷹司積子（伏見宮貞教親王妃）
  - 澀谷教應（真宗佛光寺第25世門主）
  - 鷹司美津子（今出川實順（日语：今出川実順）室）
- 養子女：
  - 鷹司通子（久我建通女，前田慶寧（日语：前田慶寧）室）
  - 鷹司任子（妹，第13代將軍德川家定室）

| 王位覬覦者                         | 王位覬覦者                               | 王位覬覦者                         |
| ---------------------------------- | ---------------------------------------- | ---------------------------------- |
| 前任： 鷹司政熙                    | 鷹司家當主 1841年3月29日－1868年11月29日 | 繼任： 鷹司輔熙                    |
| 前任： 一條忠良                    | 藤氏長者 1823年4月29日－1856年9月6日     | 繼任： 九條尚忠                    |
| 官衔                               |                                          |                                    |
| 前任： 德大寺實祖                  | 右大臣 1815年4月5日－1820年7月10日       | 繼任： 花山院愛德                  |
| 前任： 近衛基前                    | 左大臣 1820年7月10日－1824年2月4日       | 繼任： 二條齊信                    |
| 前任： 一條忠良                    | 關白 1823年4月29日－1856年9月6日         | 繼任： 九條尚忠                    |
| 空缺上一位持有相同頭銜者：德川家齊 | 太政大臣 1842年9月26日－1848年10月18日   | 空缺下一位持有相同頭銜者：三條實美 |